# Lyssomanes temperatus
Lyssomanes temperatus là một loài nhện trong họ Salticidae.
Loài này thuộc chi Lyssomanes. Lyssomanes temperatus được María Elena Galiano miêu tả năm 1980.